# 絲狀歧鬚鮠
絲狀歧鬚鮠，為輻鰭魚綱鯰形目倒立鯰科的其中一種，為熱帶淡水魚，分布於非洲尼日河、乍得湖、尼羅河、伏塔河流域，體長可達26公分，棲息在底中層水域，生活習性不明。